# Severino Grattoni
Severino Grattoni (Cervesina, 9 dicembre 1815 – Torino, 1º aprile 1876) è stato un architetto, ingegnere e politico italiano, famoso per aver progettato e diretto i lavori per la costruzione del Traforo ferroviario del Frejus lungo oltre 12 km fra Francia e Italia, la prima galleria di grandi dimensioni in una montagna.

## Biografia
Nacque nei pressi di Voghera (nell'allora Regno di Sardegna), terzogenito di sei figli. I genitori riuscirono a farlo studiare nonostante le condizioni economiche modeste (il padre era il fattore del castello quattrocentesco nella frazione San Gaudenzio di Cervesina, di proprietà del nobile ingegnere Severino Radice), seppure con parentele benestanti. Severino si laureò in ingegneria idraulica a soli 21 anni nel 1836 a Torino. Insegnò dal 1838 al 1842 geometria e disegno presso la Scuola di Arti e Mestieri di Biella. Trasferitosi a Torino, si dedicò all'insegnamento in un istituto privato, svolgendo nel contempo attività politica e giornalistica: scriveva su La Concordia, un foglio di idee radicali, spesso in polemica con Il Risorgimento, la rivista sulla quale scriveva il Cavour.
Fu tuttavia lo stesso Cavour a favorirne l'ingresso nel Genio Civile (1844), dove conobbe Germain Sommeiller e Sebastiano Grandis, con i quali intraprese la costruzione del Traforo del Frejus, della quale impresa curò soprattutto gli aspetti organizzativi. Sempre con Sommeiller e Grandis brevettò la perforatrice pneumatica che servì allo scavo del traforo costruita dalla società Ansaldo di Sampierdarena (Genova). 

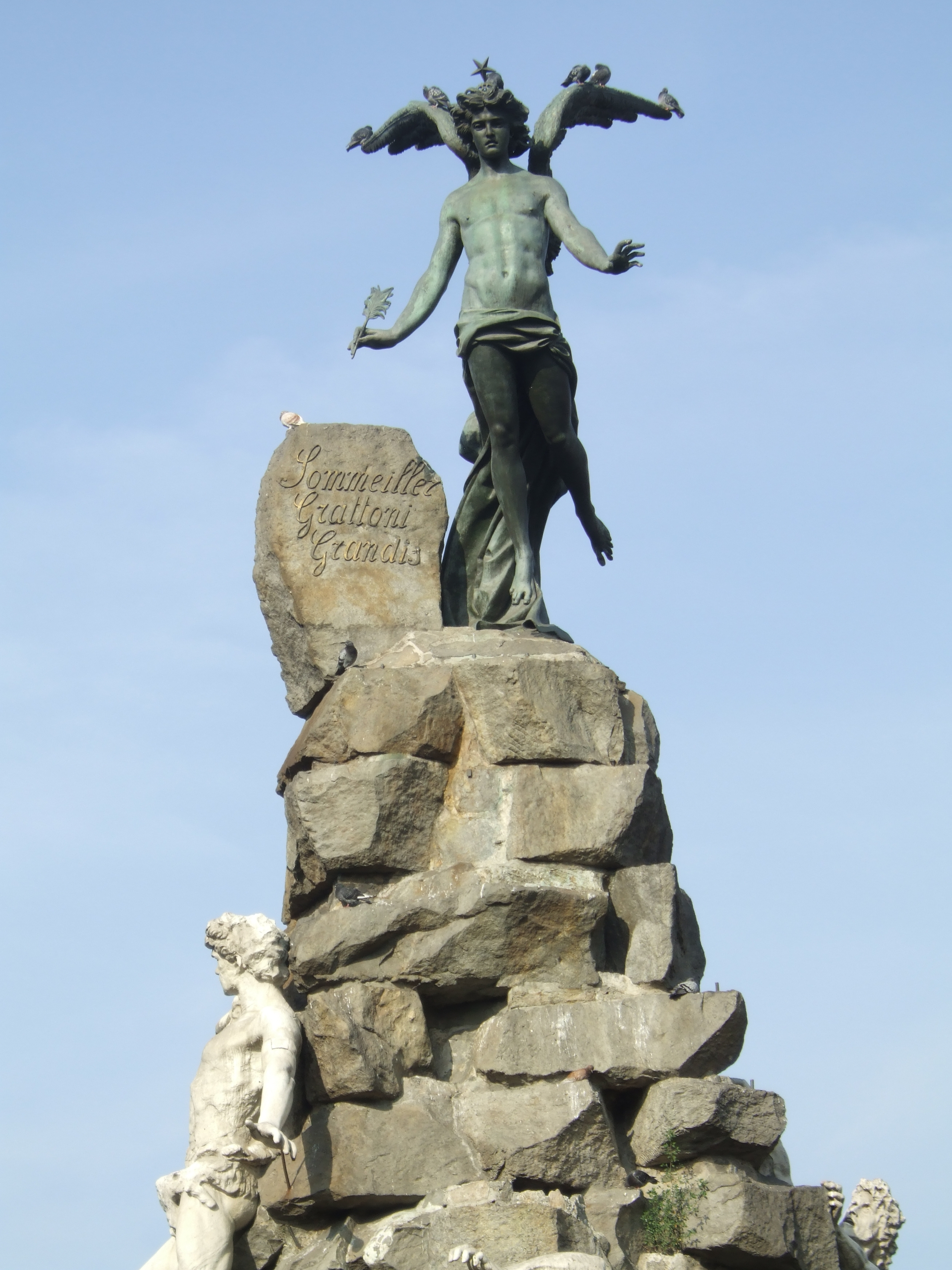
Monumento ai realizzatori del Traforo Ferroviario del Frejus in piazza Statuto a Torino - Particolare (il Genio della Scienza incide i nomi dei tre ingegneri: Sommeiller, Grattoni e Grandis)

Nel 1852, all'interno del piano d'ingrandimento della stazione torinese di Porta Nuova, progettò una serie di edifici destinati a uso abitativo. A Torino si occupò inoltre della ristrutturazione di due fabbricati, un opificio da seta e un'antica polveriera nel Borgo Dora. Tra le sue pubblicazioni sono da ricordare: Strada ferrata da Torino a Genova, Piani inclinati dell'Appennino e Progetto delle macchine fisse idrauliche destinate ad utilizzare le acque della Scrivia, qual forza motrice dei convogli.
Il suo attivismo politico lo portò in parlamento per la prima volta nel 1848 (rimase in carica tutta la legislatura, fino al 1852) e poi si ripresentò nel 1858 (collegio di Varzi e Ceva) venendo regolarmente rieletto. Dal1861 al 1865  rappresentò alla Camera il collegio di Ceva, e dal 1865 al 1874 quello di Voghera. Si dimise per motivi di salute. Abitò lungamente in una grande casa a Porana, Villa Meroni, costruita probabilmente grazie alla dote della nobile Delfina Baudi di Selve, vedova del fratello Siro, che il Grattoni sposò nel 1861 .

## Toponomastica e monumenti
A Severino Grattoni sono stati dedicati:
- Bardonecchia: una via vicino alla Parrocchia di Sant'Ippolito;
- Torino: la città ha dedicato a tutti coloro che hanno lavorato all'opera del traforo del Frejus un monumento commemorativo al centro di piazza Statuto, inaugurato nel 1890 e alla cui sommità sono esposti i cognomi dei tre ingegneri, a Grattoni una via dove ha sede la squadra volante della Polizia di Stato;
- Roma: la capitale ha dedicato una traversa di Via di Santa Croce in Gerusalemme a Severino Grattoni. Le due traverse precedenti sono dedicate a Germano Sommeiller e a Sebastiano Grandis perché facenti parte della viabilità del complesso residenziale della Societa' Cooperativa Ferrovieri Per Case Economiche In Santa Croce edificato in stile liberty nel 1903. Non a caso, avendoci abitato, nello stesso comprensorio, si trova una via, con tanto di targa in suo onore, dedicata al ferroviere, ciclista ed eroe di guerra Enrico Toti.
- Voghera: la città gli ha intitolato il suo liceo classico (dal 1989 Sezione Classica del comprensivo Liceo Galilei) e una via del centro;
- Genova: nella circoscrizione di Sampierdarena si trova un Vico Grattoni tra Via Giandomenico Cassini e Vico Grandis;
- Cervesina: il suo paese natio gli ha intitolato la biblioteca comunale.
- Messina: gli è stata intitolata una strada nel centro.

## Onorificenze
- Cavaliere di Gran Croce dell'Ordine dei Santi Maurizio e Lazzaro
- Commendatore dell'Ordine imperiale della Legion d'Onore